# Vilabertran
Vilabertran – gmina w Hiszpanii, w prowincji Girona, w Katalonii, o powierzchni 2,3 km². W 2011 roku gmina liczyła 911 mieszkańców.